# Joannes Hubertus Mathias à Campo
Joannes Hubertus Mathias à Campo (Hulsberg, 31 oktober 1880 – aldaar, 23 augustus 1923) was een Nederlandse burgemeester. Van 1910 tot aan zijn overlijden was hij burgemeester van Hulsberg. À Campo volgde in die functie zijn vader op, die op zijn beurt diens eigen vader opvolgde. De drie generaties À Campo waren tezamen 66 jaar achter elkaar burgemeester van de Limburgse gemeente.
In augustus 1908 behaalde hij zijn diploma ambtenaar ter secretarie. Hij werd voor het eerst tot burgemeester benoemd op 30 juli 1910. À Campo was voorzitter van de plaatselijke fanfare St. Caecilia, van de plaatselijke Boerenleenbank en van de plaatselijke afdeling van de Boerenbond.